# Teruggite
La teruggite è un minerale.